# مورتانی-او-پرش
مورتانی-او-پرش (به فرانسوی: Mortagne-au-Perche) یک کمون در فرانسه است که در Canton of Mortagne-au-Perche واقع شده‌است.

## خصوصیات
مورتانی-او-پرش ۸٫۶ کیلومترمربع مساحت و ۴٬۵۱۳ نفر جمعیت دارد و ۲۲۵ متر بالاتر از سطح دریا واقع شده‌است.

## خواهرخوانده
شهرهای موپتی، بوشرویل و Wietmarschen خواهرخوانده‌های مورتانی-او-پرش هستند.